# Chichigalpa
Chichigalpa ist eine Stadt und ein Municipio im Westen des Departamentos Chinandega des mittelamerikanischen Staates Nicaragua. Sie befindet sich südlich der Cordillera Los Maribios zu welcher der Volcán San Cristóbal (mit 1745 m ü. d. M. der höchste Nicaraguas) gehört. Chichigalpa ist bis zur Stadt Chinandega zersiedelt, hat 15 km befestigte Straßen und über die Panamericana CA1 ist das Municipio mit Managua verbunden. Im Norden grenzt es an die Cordillera Los Maribios, im Süden an das Departamento León, im Osten an Posoltega, im Westen an die Municipios El Realejo und Chinandega.

## Klima
Das Klima in Chichigalpa ist heiß, typisch für das westliche Nicaragua. Die trockene Jahreszeit dauert von November bis April, die nasse Jahreszeit von Mai bis Oktober.
Die höchsten Temperaturen werden üblicherweise im April gemessen. Die Durchschnittstemperatur ist 20 °C. Die relative Luftfeuchtigkeit beträgt durchschnittlich 68 %. Starke Winde herrschen aus den Richtungen Nordost und Süd vor.

## Geschichte
Die ursprüngliche Bevölkerung wird den Tolteken zu den Niquiranos und Chorotegas zugeschrieben.

### Kolonialzeit
Für die Zeit zwischen 1642 und 1700 ist dokumentiert, dass aus Chichigalpa von 200 Indigenas, 16 Reales jährlich als Tributo an den spanischen König abgeführt wurden. William Dampier beschrieb 1685 eine Zuckerfabrik in Chichigalpa. Über den Volcan de San Christobal berichtete er, dass er tagsüber rauchte und in der Nacht leuchtete, so dass er durch das vom Krater emittierte Licht wie ein Leuchtturm wirkte und den Bucaneros erlaubte in der Nacht in der Bucht von El Realejo zu landen, um die Stadt León (Nicaragua) zu überfallen, was er selbst dann 1697 tat. Im Juni 1751 wurde Chichigalpa vom Bischof Pedro Agustín Morel de Santa Cruz besucht, dabei wurde dokumentiert, dass sich Chichigalpa in leicht hügeligem Gelände mit gutem Wasser befände und das Klima wäre gemäßigt. In diesem Jahr hatte Chichigalpa 40 Häuser von Indigenas, von welchem über den Corregidor del Realejo der Tributo eingetrieben wurde, und es gab 62 Familien und 292 Bewohnern. Der Tributo wurde in Betrieben und Arbeit für die Nachbarn erwirtschaftet. 1776 war die Bevölkerung auf 990 Bewohner angestiegen, von welchen 232 tributpflichtige Indigenas waren. 1776 wurden die Verwaltungsbezirke von Nicaragua entsprechend der Reform von Carlos III. neu aufgeteilt.
Das Gebiet des heutigen Nicaraguas wurde in fünf Verwaltungsbezirke aufgeteilt:
León, Matagalpa, El Realejo, Sutiaba und Nicoya. Chichigalpa gehörte nun zur Gemeinde von Posoltega, welche zur Sutiaba gehörte. Auf dem Gelände der Ingenio San Antonio wurden in der Kolonialzeit die Indigopflanze angebaut und Rinder gehalten.

### Unabhängigkeit
1813 kamen acht Barfußfranziskanermönche unter der Leitung von José Ramón Rojas Maria de Jesus, (* 1775 in Departamento Quetzaltenango; † 23. Juli 1839 Ica), welche am Rand des Dorfes mit Indigenas Caribes (Sklaven aus Afrika) eine Reducción de indios mit der Kirche Nuestra Señora de Guadalupe errichteten. Nach der Unabhängigkeit 1821 entwickelten sich im Ort einige Handwerksbetriebe. 1840 wurde Chichigalpa zum Pueblo (Dorf) und am 5. Februar 1858 zur Villa (Städtchen) aufgewertet.
1851 wurden Süßigkeiten und Honig produziert. 1877 gab der Perfecto von Chichigalpa, Tijerino an, sein Städtchen hätte 3.000 Einwohner, von welchen 240 Bürger waren. Für die Bürgereigenschaft war das Eigentum an mindestens 100 Pesos Voraussetzung. Tijerino berichtete, dass einer der wichtigsten Güter der Holzeinschlag für den Export sei.
Die Reducción de Indios wurde einschließlich der Guadelupekirche (El Pueblito) durch ein Erdbeben am 11. Oktober 1885 um 22:00 Uhr zerstört.

## Wirtschaft

### Ingenio San Antonio
Die Ingenio San Antonio wurde 1890 von dem britischen Staatsbürger Briggs für erworben, Miteigentümer war der Urgroßvater von Carlos Pellas Chamorro, Alfredo Pellas. Damals wurde die Trapiche (Zuckerrohrquetsche) von Ochsen betrieben. Am 25. September 1894 wurde Chichigalpa als erstes Municipion in Nicaragua durch José Santos Zelaya zur Ciudad (Stadt) aufgewertet, der Bürgermeister war damals Jesús Valle Ramírez. Mit der Aufwertung zur Stadt war die Schulbildung Aufgabe der Stadtregierung. In Chichigalpa wurde damals Pflanzen für den Export angebaut. Die erste Konzession für den Betrieb einer Maisentkörnungsanlage erhielt am 10. Juni 1904 ein Bürger mit dem Namen Kautz. 1916 modernisierte der Großvater von Carlos Pellas Chamorro, Silvio F. Pellas die Zuckerfabrik und kaufte eine neue Trapiche der Marke FULTON. 1925 erschlossen 27,67 km Anschlussgleis den Betrieb der Nicaragua Sugar Estates Limited. Auf der Bahnstrecke Leon-Granada bis Chinandega sind es etwa 15 km und von dort bis zum Hafen von Corinto weitere 7 km. 1935 nach dem Ende der Prohibition in den USA wurde die Nicaragua Sugar Estates Limited in eine Sociedad Anonyma umgewandelt. 1936 war die Gesellschaft im Besitz von sechs Lokomotiven, zwei Personen- und 230 Güterwagen.
Später wurde Baumwolle unter Einsatz von Pyrethroiden angebaut. Im Rahmen des Embargos der Vereinigten Staaten gegen Kuba und des Boykotts kubanischen Zuckerrohrs und Rums wurde die Ingenio San Antonio ab 1959 zum ergiebigsten Rohzuckerproduzenten Zentralamerikas entwickelt. 1988 wurde die Familie Pellas für vier Jahre enteignet. Heute wird der Strom von Chichigalpa in der Zuckerfabrik generiert. 2001 begann die Eukalyptusproduktion als Biomasse zur Verstromung. Im September 2001 wurde der Bahnbetrieb eingestellt.

### Flor de Caña
Chichigalpa ist für die Rum- und Zuckerproduktion bekannt. Die Ingenio San Antonio war in den 1960er Jahren der größte Rohzuckerproduzent in Zentralamerika, die Firma La Compañia Licorera Flor de Caña brennt Rum. Beide wurden zur Sugar Energy Rum (SER) verschmolzen und entscheiden nun nach Marktlage, ob sie für Industrie Ethanol oder für die Kehlen Flor de Caña brennen. 2006 wurden 85.000 Zentner Zucker für den Export zu Ethanol gebrannt.

### Gefahren für Gesundheit und Umwelt
Die Werbung verspricht, die Steine bestünden aus Zucker und die Flüsse aus Guaro (Rum) – so wie von Chontales behauptet wird, die Flüsse bestünden aus Milch und die Steine aus Quark.
Seit 1966 war in Nicaragua die Bagazonis als Berufskrankheit der Beschäftigten in der Zuckerrohrindustrie anerkannt. Wie die Statistiken des Arbeitsministeriums und des Gesundheitsministeriums belegen wurde in der Zeit von 1966 bis 2005 (39 Jahre) kein Fall einer Bagazonis als Berufskrankheit anerkannt. In der Realität war die gesamte Bevölkerung einer erhöhten chemischen Belastung durch Düngemittel und Agrargifte, zu welchen auch DDT gehörte, ausgesetzt, welche heute noch im Trinkwasser nachweisbar ist. Der Tod hatte die Wahl: Entweder die Beschäftigten der Zuckerindustrie tranken ausreichend Flüssigkeit und sie starben an Vergiftung oder sie tranken nicht ausreichend und ihre Nieren schrumpften.
Die Sugar Energy Rum gehört zur Grupo Pellas. Auf den Feldern der Zuckerfabrik Ingenio San Antonio wurden unbedacht und massiv Pflanzenschutzmittel eingesetzt. Dieser Einsatz beeinträchtigt die Gesundheit der Mitarbeiter, das Grundwasser und die Umwelt. Die Asociación Nicaragüense de Afectados por Insuficiencia Renal Crónica (ANAIRC) weist darauf hin, dass in der Zuckerfabrik Ingenio San Antonio Mitarbeiter an chronischem Nierenversagen erkrankten von welchen in den 24 Monaten vor dem 8. April 2007, 2.427 Menschen starben. Bis zum 10. Oktober 2008 waren 2.986 gestorben. Sie streitet seit Jahren um Entschädigungen für die Berufskrankheit entsprechend dem Gesetz 456 Ley de Adicción de Riesgos y Enfermedades Profesionales von 6. Juni 2004. Für welche durch das Instituto Nicaragüense de Seguridad Social (INSS) an mehr als 4.500 Personen, Pensionen gezahlt werden.

## Barrios
| - Candelaria - Camino de Jesús - Carlos Fonseca I, II - Concepción - El Pueblito - Erick Ramirez - Juan Jose Briceño | - La Parroquia - La Cruz - Los Lirios - Mercedes - Marvin Salazar I, II, III - Modesto Ramón Palma - Nueva Candelaria | - Nuevo Amanecer - Quetzalia - Ronald Altamirano II - Rpto. 13 de Julio - Santiago - San Antonio - Wells |

Los Lirios

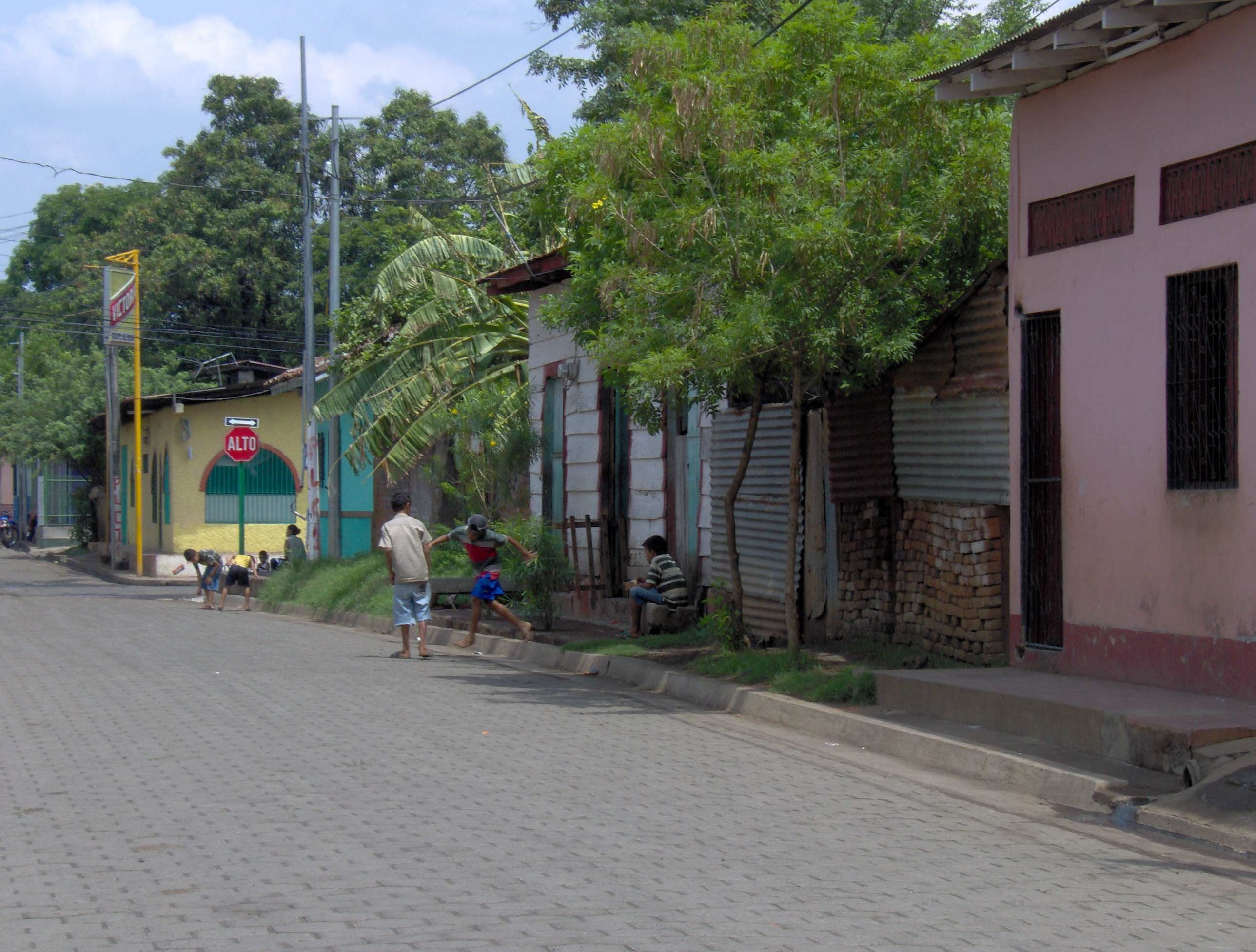
Barrio in Chichigalpa

Das Barrio Los Lirios war vom Hurrikan Mitch geschädigt, die Bewohner flüchten in die Schule Escuela Francisca González.
Es gab von NGOs in Badalona Katastrophenhilfe und Beiträge zum Wohnbau.